# اندری گوزینکو
اندری گوزینکو (انگلیسی: Andrei Guzienko; ۱۵ آوریل ۱۹۶۴ – ۱۴ مهٔ ۲۰۱۹) بازیکن فوتبال اهل روسیه بود.